# EGTA
EGTA – organiczny związek chemiczny będący związkiem chelatującym. Jest stosowany w chemii analitycznej. Często jest składnikiem tzw. płynu Krebsa. Właściwości chelatujące podobne do EDTA, w odróżnieniu od niego silniej wiąże jony wapniowe od magnezowych.